# (4999) MPC
(4999) MPC es un asteroide que forma parte del cinturón de asteroides y fue descubierto el 2 de febrero de 1987 por Eric Walter Elst desde el Observatorio de La Silla, Chile.

## Designación y nombre
MPC fue designado inicialmente como 1987 CJ.
Más adelante, en 1991, se nombró con las iniciales de la publicación astronómica Minor Planet Circulars y del Centro de Planetas Menores, organismo astronómico encargado de su publicación.

## Características orbitales
MPC está situado a una distancia media de 3,016 ua del Sol, pudiendo alejarse hasta 3,138 ua y acercarse hasta 2,893 ua. Tiene una excentricidad de 0,04063 y una inclinación orbital de 10,47 grados. Emplea en completar una órbita alrededor del Sol 1913 días.

## Características físicas
La magnitud absoluta de MPC es 12,1.